# Ácido iódico
Ácido iódico, HIO3, é o oxiácido em que o iodo tem número de oxidação +5. Pode ser encontrado no estado puro na natureza como um sólido branco, ao contrário do ácido clorídrico e do ácido brômico. O ácido iódico é dos mais estáveis oxiácidos halógenos enquanto em estado puro. Outra característica é que, quando cuidadosamente aquecido, o Ácido iódico desidrata-se formando o pentóxido de iodo, porém devido ao aquecimento subsequente, o pentóxido de iodo se decompõe formando uma mistura de oxigênio e óxido de iodo.

## Preparação e Propriedades
O Ácido iódico pode ser obtido através da oxidação do iodo (I2)com cloro em uma solução aquosa. Ele é considerado um ácido forte com um pKa de 0,75. O ácido é altamente oxidante em uma solução aquosa, exceto em uma solução básica, e os produtos adventos da oxidação são Iodo e íons de Iodo. Sob certas condições específicas (pH muito baixo ou altas concentrações de íons de cloro) o ácido iódico é reduzido a tricloretado de iodo, um composto amarelo dourado em uma solução e não uma nova ocorrência de redução. Na ausência de íons cloreto, quando há uma quantidade excessiva de redutor, então ocorre que todos os iodetos são convertidos a íons de iodeto. Quando há uma quantidade excessiva de iodato, parte do iodato é convertido em iodo.

## Usos
O ácido iódico é usado na Química Analítica como um ácido forte na padronização de soluções básicas fortes ou fracas, usando o vermelho de metila ou alaranjado de metila como indicador. O ácido iódico pode também ser utilizado na síntese de sais de sódio e de iodato de potássio para aumentar a concentração de iodo no sal de cozinha